# NBCUniversal Entertainment Japan
NBCUniversal Entertainment Japan LLC (jap. NBCユニバーサル・エンターテイメントジャパン合同会社 Enubīshī Yunibāsaru Entāteimento Japan Gōdō-gaisha) – japońskie przedsiębiorstwo zajmujące się produkcją muzyki, filmów oraz anime z główną siedzibą w dzielnicy Minato w Tokio. Zostało założone przez konsorcjum Warner-Pioneer w marcu 1981 jako LaserDisc Corporation.

## Historia
Przedsiębiorstwo zostało założone w marcu 1981 przez konsorcjum Warner-Pioneer jako LaserDisc Corporation, które wytwarzało płyty LaserDisc w Japonii. W 1989 roku przekształciło się w Pioneer LDC Inc., które stało się częścią próby wejścia do branży przemysłu produkcji muzyki, filmów i anime. Pierwszy tytuł, który został wyprodukowany przez to przedsiębiorstwo był Tenchi muyō! Ryōōki.
W lipcu 2003 przedsiębiorstwo zostało wykupione przez spółkę Dentsu, czego efektem była zmiana nazwy na Geneon Entertainment. 12 listopada 2008 Dentsu podało do wiadomości, że odsprzedało 80,1% udziałów firmie Universal Pictures International Entertainment należącej do korporacji NBCUniversal, czego celem było utworzenie przedsiębiorstwa poprzez migrację z japońskim oddziałem Universal Pictures. 1 lutego 2009 nazwę przedsiębiorstwa przemianowano na Geneon Universal Entertainment Japan LLC, a następnie, 9 grudnia 2013 – NBCUniversal Entertainment Japan LLC.

## Wybrani artyści i zespoły muzyczne
- 9mm Parabellum Bullet
- Elisa
- Eyelis
- fripSide
- Gero
- Iku
- Yōko Ishida
- Mami Kawada
- Kishida Kyoudan & The Akeboshi Rockets
- Kotoko
- Maon Kurosaki
- Mell
- Mosaic.wav
- Yoshino Nanjō
- Ray
- Sachi Tainaka
- Rie Tanaka
- Kaori Utatsuki
- Haruka Yamazaki
- Nagi Yanagi